# Atenas
Atenas è un distretto della Costa Rica, capoluogo del cantone omonimo, nella provincia di Alajuela.